# Gypsophila heteropoda
Gypsophila heteropoda là loài thực vật có hoa thuộc họ Cẩm chướng. Loài này được Freyn mô tả khoa học đầu tiên năm 1903.